# Сени Кунче
Сени Кунче (фр. Seyni Kountché; Фанду, 1. јул 1931 — Париз, 10. новембар 1987) је био нигерски генерал који је пучем дошао на власт у Нигеру. Владао је од 1974. до 1987. године.

## Биографија
Рођен је 1931. године у аристократској породици народа Џерма. Војну каријеру започео је 1949. године, служећи у француској војсци. Након што је Нигер стекао независност 1960, Кунче је ушао у службу нигерске војске. Од 1965. до 1966. завршио је војну школу у Паризу. Године 1973. био је промакнут у заповедника нигерске војске.
У међувремену је Нигер пролазио кроз многе проблеме од којих су неки били суша која је трајала још од 1968, једностраначки систем у којем је гушена опозиција, недостатак хране и остало. Кунче је због овакве ситуације 1974. године провео државни удар, којим је свргнуо Аманија Диорија, првог нигерског председника од стицања независности.
Био је вођа новоснованог Врховног војног већа, распустио парламент, суспендовао устав и увео забрану свих политичких странака. Од 1981, постепено је вратио цивилну управу, па је тако 1983. године Маман Умару именован за премијера Нигера.
Кунче је умро од рака мозга у болници у Паризу. Наследио га је Али Саибу.
Његово име данас носи национални стадион у главном граду Нијамеју.